# شلیک به سی-۱۳۰ نیروی هوایی ایران در ۱۹۹۴
شلیک به هواپیمای سی-۱۳۰ نیروی هوایی ایران سانحه‌ای است که در ۲۶ اسفند ۱۳۷۲ (۱۷ مارس ۱۹۹۴) رخ داد. زمانی‌که یک هواپیمای ترابری نظامی لاکهید سی-۱۳۰ متعلق به نیروی هوایی ارتش جمهوری اسلامی ایران که حامل پرسنل سفارت ایران در روسیه بود و از مبدا کراسنودار به مقصد تهران در حال پرواز بود، توسط نیروهای مسلح ارمنستان در نزدیکی شهر استپاناکرت در منطقه‌ٔ ناگورنو قره باغ، که از سال ۱۹۸۸ تحت درگیری مسلحانه بود، مورد هدف قرار گرفت و سرنگون شد. در این سانحه ۳۲ سرنشین هواپیما (شامل ۱۹ مسافر و ۱۳ خدمه) کشته شدند.

## ساقط‌ کردن
هواپیمای سی-۱۳۰ هرکولس از شهر مسکو حامل کارکنان سفارت ایران و بستگان آن‌ها بود که برای تعطیلات نوروز به ایران برمی‌گشتند.  به ادعای سفارت ایران در مسکو، هواپیما حامل ۱۹ مسافر از جمله ۹ کودک و ۱۳ خدمه بوده است.  خدمهٔ هواپیما پیش از ورود به حریم هوایی آذربایجان در منطقه‌ٔ ناگورنو قره‌باغ، از وجود یک مشکل مکانیکی خبر می‌دهند و پس از آن هواپیما سقوط می‌کند.
پس از این سقوط، ژیرایر لیباریدیان، معاون اول وزیر امور خارجه ارمنستان، در یک کنفرانس خبری گفت که این هواپیما باید قبل از رسیدن به ایران در مسیر روسیه، گرجستان و ارمنستان پرواز می‌کرد. اما هنگام خروج از گرجستان از حدود ۶۵ مایلی شرق این راهرو منحرف شد و طبق برنامه در ساعت ۱۰:۰۸ دقیقه وارد حریم هوایی ارمنستان نشد و در عوض، بر فراز منطقهٔ جنگی اطراف قره باغ پرواز کرد. 
بقایای افراد کشته‌شده در این سانحه به ارمنستان منتقل و از طریق فرودگاه زوارتنوتس ایروان به تهران منتقل شد. در این مراسم گاگیک هاروتیونیان، معاون رئیس جمهور ارمنستان، و ویگن چیتچیان، معاون نخست وزیر ارمنستان، حضور داشتند. 
ایران یک کمیسیون ویژه نیروی هوایی را برای بررسی علل این فاجعه اعزام کرد. امینیان، رئیس این کمیسیون، تئوری مطرح‌شده توسط گاگیک هاروتیونیان، معاون رئیس جمهور ارمنستان، را رد کرد. هاروتیونیان ادعا کرده بود این‌که هواپیما کنترل خود را از دست داده و به دلیل برخی اختلالات در سیستم پرواز سقوط کرده است. یک مقام وزارت امور خارجه ایران اعلام کرد که هواپیما به دلایل نامعلومی پس از انحراف از مسیر خود در هوا منفجر شده است. 
امینیان اعلام کرد که این هواپیما توسط دو موشک شلیک شده توسط نیروهای ارمنستان ساقط شده است. او گفت طرف ارمنی مسئولیت مستقیم این سانحه را بر عهده نگرفت، نیروهای ارمنی برای شناسایی هویت هواپیما تلاشی نکرده‌اند و با هواپیمای آذربایجانی اشتباه گرفته‌اند.
وزارت امور خارجه ایران در بیانیه‌ای نتایج تحقیقات خود را اعلام کرد که این تحقیقات مقصر این شلیک را نیروهای ارمنی می‌دانست. در این بیانیه آمده است: «ایران حق اقدام قانونی و دریافت غرامت برای قربانیان سقوط هواپیما را برای خود محفوظ می‌دارد و از دولت ارمنستان می‌خواهد که مقصران سقوط هواپیما را شناسایی و مجازات کند.»  
وزارت امنیت ملی آذربایجان یک مکالمه‌ٔ رادیویی را در اختیار طرف ایرانی قرار داد که در روز فاجعه توسط اطلاعات آذربایجان ضبط شده بود. یکی از جملاتی که در این پیام شنیده می‌شد این بود که «الان یک هواپیمای نظامی آذربایجان را ساقط کردیم». اطلاعات آذربایجان مدعی شد که برای سرنگونی سی-۱۳۰از سامانه موشکی خودکار «اوسا (Osa)» استفاده شده است. 
برخی از کارشناسان نظامی روسیه ادعا کردند سی‌-۱۳۰ عمدا مسیر پرواز خود را با هدف شناسایی تغییر داده است.  اما وزارت خارجه ایران این اتهامات را رد کرد. 

## پس از سانحه
علی اکبر هاشمی رفسنجانی، رئیس جمهور ایران در دیدار با گاگیک هاروتیونیان، معاون رئیس جمهور ارمنستان در تهران، خواستار مجازات عاملان تیراندازی شد.  هاروتیونیان قبل از حرکت از تهران اعتراف کرد که هواپیمای ایرانی «به اشتباه» سرنگون شده است؛ اما مشخص نکرد که چه کسی مرتکب این اشتباه شده است. 
به عقیده دیده‌بان حقوق بشر، طبق قوانین جنگ، ارمنی‌های قره‌باغ موظفند ماهیت هواپیما را قبل از شلیک بررسی کنند. اگر آن‌ها از همهٔ ابزارهای موجود برای شناسایی هواپیما استفاده نکرده باشند و با این وجود شلیک انجام شده باشد، این امر یک نقض جدی قوانین بشردوستانه است. 